# Piazzola sul Brenta
Piazzola sul Brenta är en ort och kommun i provinsen Padova i regionen Veneto i Italien. Kommunen hade 11 123 invånare (2018).